# Flasher
Flasher é uma cidade localizada no estado norte-americano de Dacota do Norte, no Condado de Morton.

## Demografia
Segundo o censo norte-americano de 2000, a sua população era de 285 habitantes.
Em 2006, foi estimada uma população de 272, um decréscimo de 13 (-4.6%).

## Geografia
De acordo com o United States Census Bureau tem uma área de
1,8 km², dos quais 1,8 km² cobertos por terra e 0,0 km² cobertos por água.

## Localidades na vizinhança
O diagrama seguinte representa as localidades num raio de 40 km ao redor de Flasher.